# プロドゥア・ルサ
ルサ（RUSA）は、マレーシアの自動車メーカー、プロドゥアによって製造されていた小型バンである。

## 概要

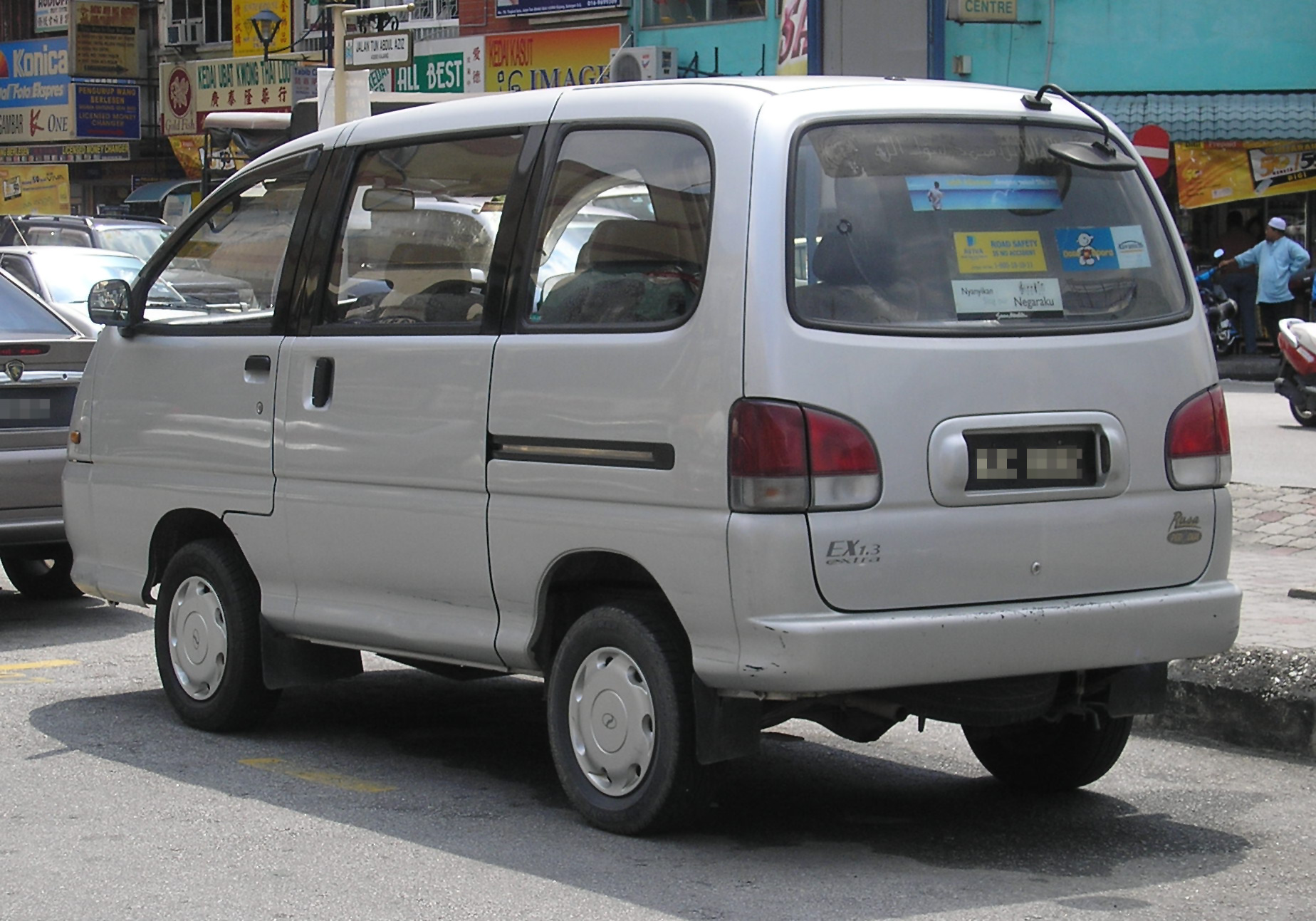
中期型（リア）

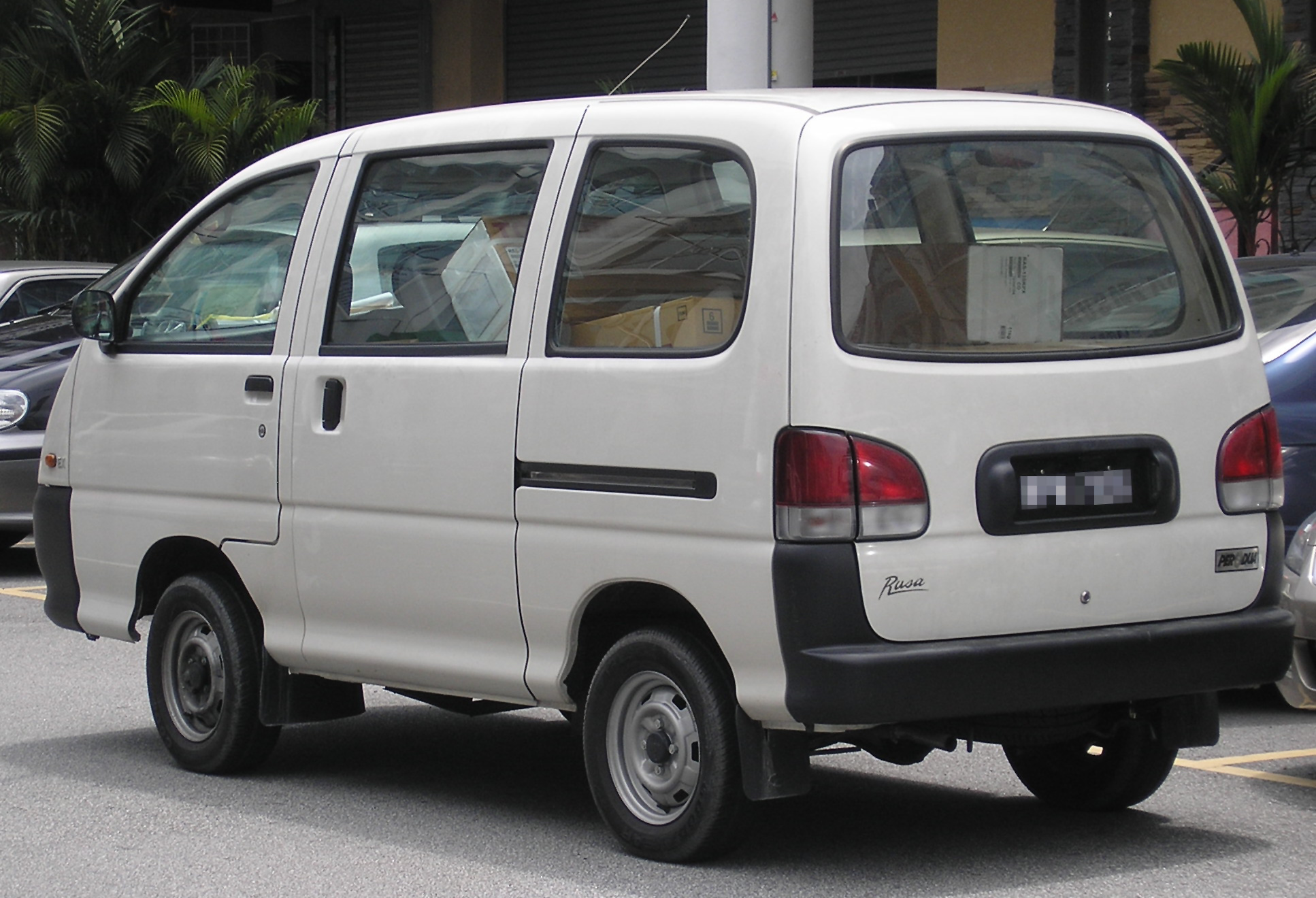
後期型（リア）
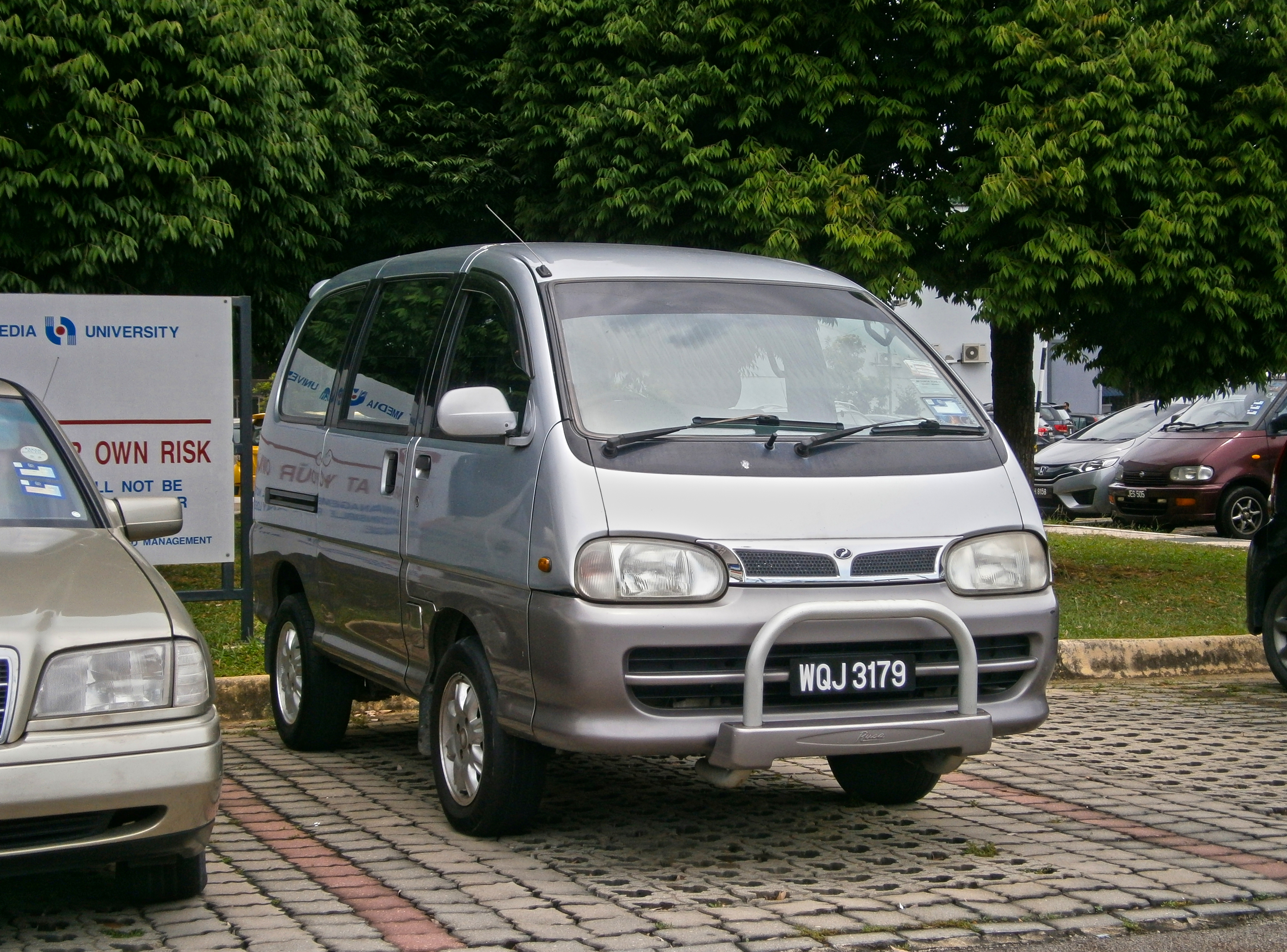
1.6 GX（フロント）
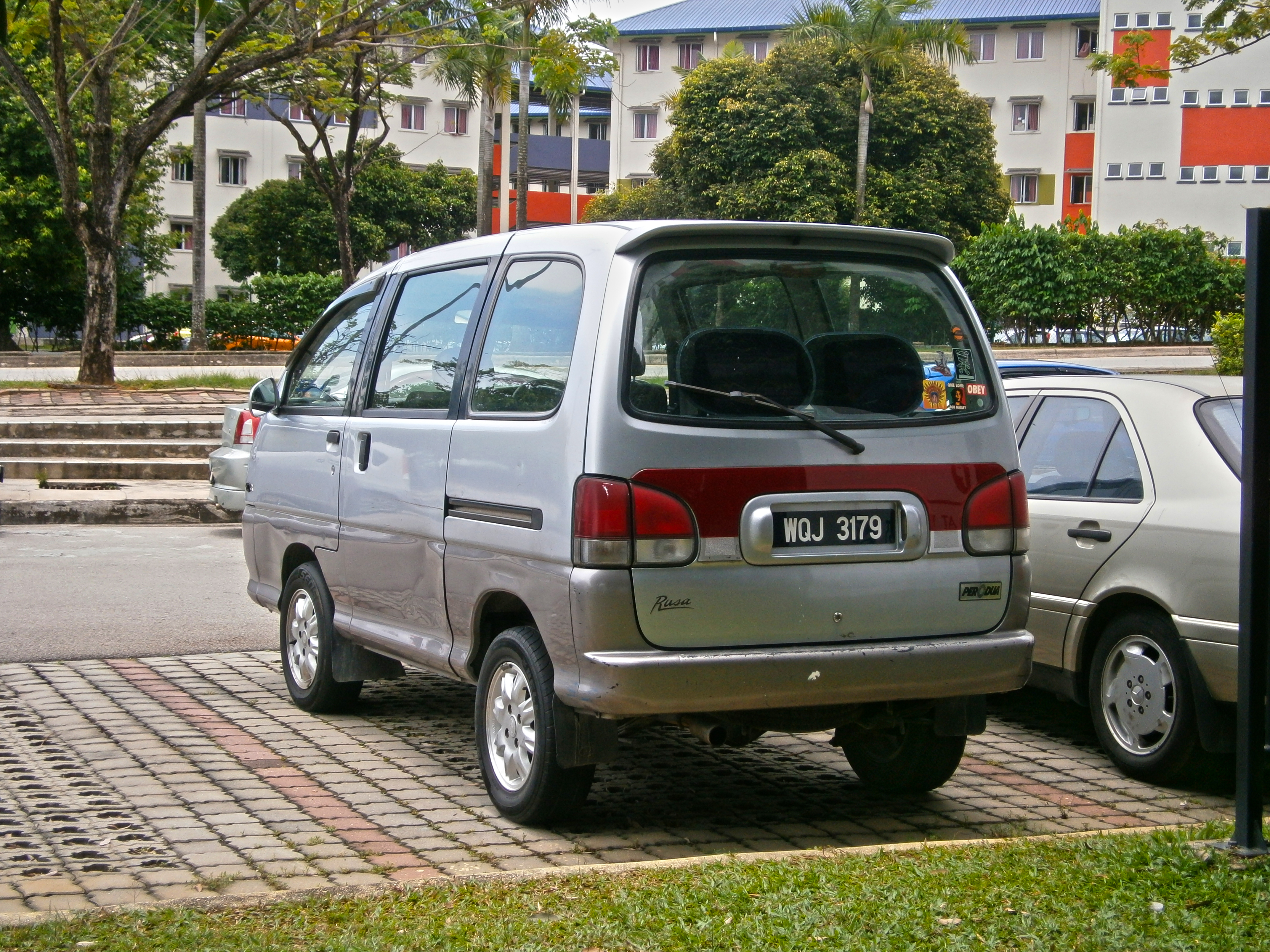
1.6 GX（リア）

ダイハツ・ゼブラをベースに開発され、1996年3月6日に販売が開始された。なお、このモデルはマレーシア製の自動車としては初のバンとなった。
エンジンは当初直列4気筒 SOHC 16バルブ 1.3Lエンジンのみが搭載され、後の1997年5月14日には直列4気筒 SOHC 16バルブの1.6Lエンジン搭載車が追加された。なお、両エンジンともに5速マニュアルトランスミッションのみが組み合わせられる。
1997年4月28日には1度目のフェイスリフトが行われ、フロントに装着されていた独自エンブレムが廃止され、プロドゥアのCIが新たに装着された。
また、2000年代前半にもフェイスリフトが行われ、フロントに新たにグリルが装着された。
2人乗り「CX」、5人乗り「EX」、7人乗り「GX」の3グレードが用意され、CXとEXには1.3Lエンジンが、GXには1.6Lエンジンが搭載された。
2010年を以て製造・販売終了。14年の歴史に幕を下ろした。
前期型

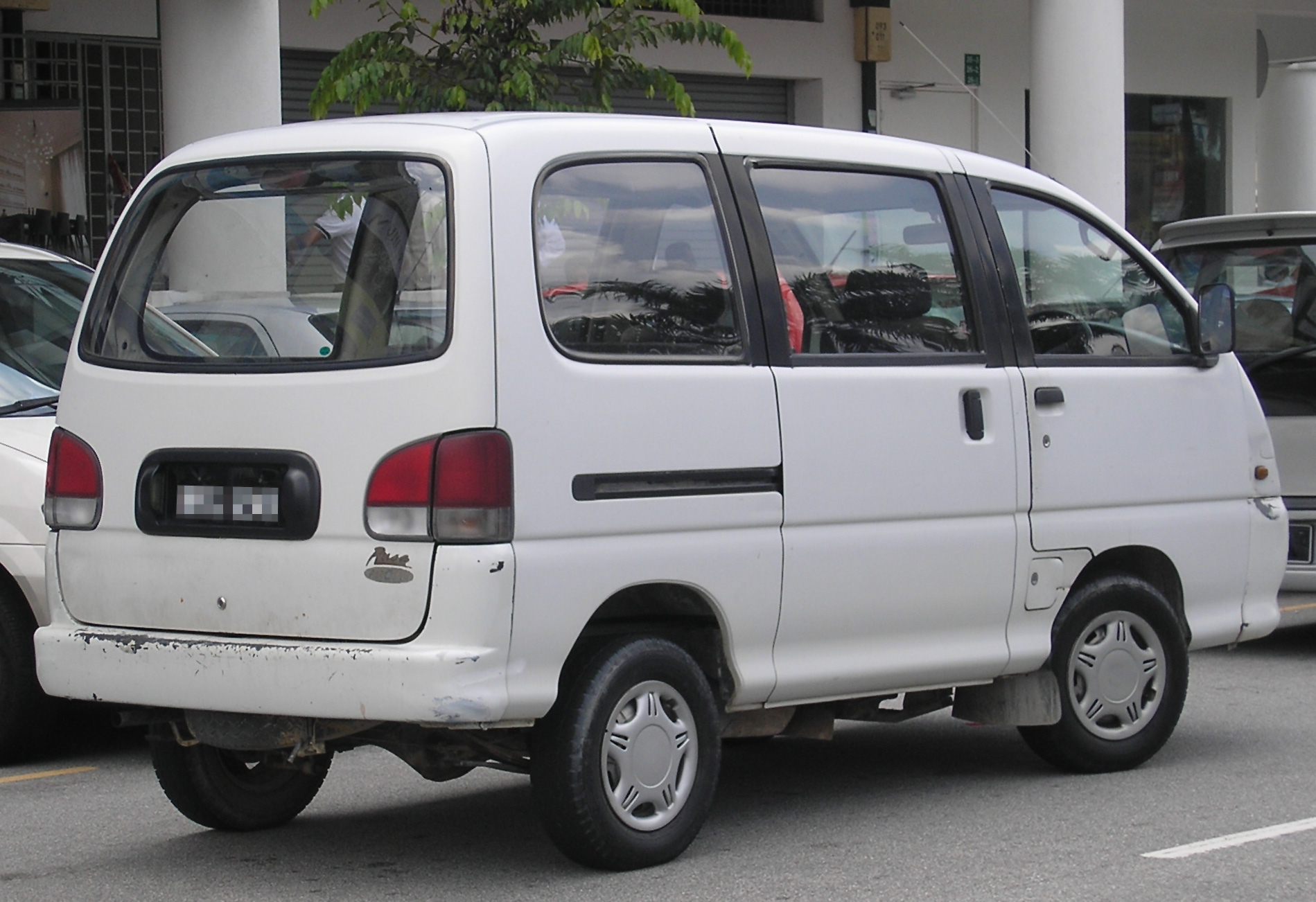
前期型（リア）

中期型
- 中期型（リア）

後期型
- 後期型（リア）
- 1.6 GX（フロント）
- 1.6 GX（リア）

## 車名の由来
「Rusa」はマレー語で鹿を意味する。なお、前期型モデルには鹿をあしらったエンブレムが装着されていた。